# Heber City
Heber City è un comune degli Stati Uniti d'America, nella contea di Wasatch nello Stato dello Utah.